# Torsten Gullström
Torsten Arvid Gullström, född 3 december 1894 i Älvdalens socken, Kopparbergs län, död 1 juli 1965 i Söderhamn, var en svensk advokat.
Efter studentexamen i Stockholm 1912 blev Gullström juris kandidat vid Uppsala universitet 1918. Han genomförde tingstjänstgöring i Vifolka, Valkebo och Gullbergs domsaga 1918–21, var e.o. notarie i Göta hovrätt 1919, t.f. fiskal där 1922–23, adjungerad ledamot där 1924–25 samt assessor där 1926–33 och t.f. domhavande i Östra härads domsaga 1931–33. Han var innehavare av egen advokatbyrå i Söderhamn från 1933 och ledamot av Sveriges Advokatsamfund från 1936. Han ligger begravd i Linköping.